# Najwyższy Naczelnik Siły Zbrojnej Narodowej

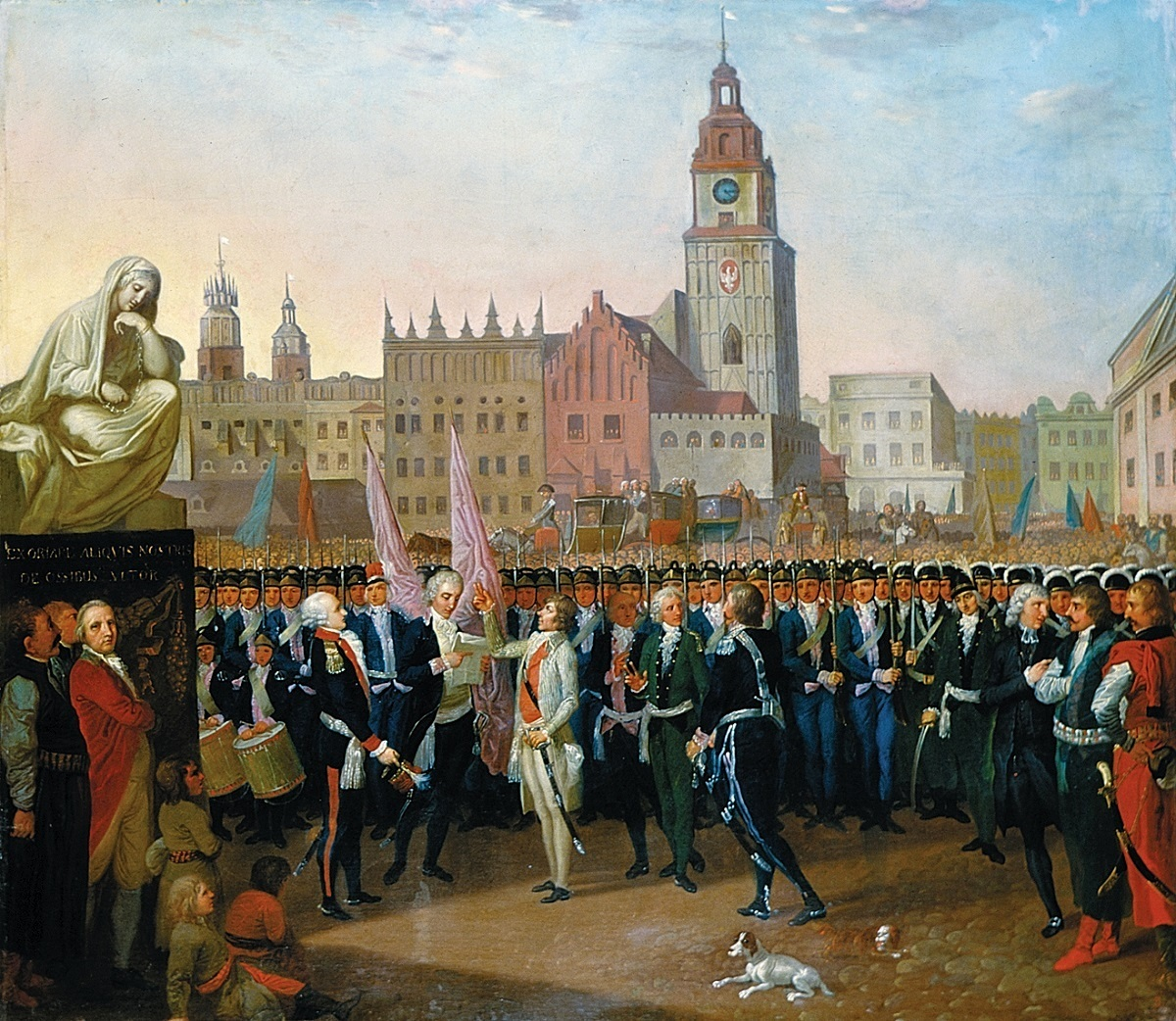
Franciszek Smuglewicz, Przysięga Kościuszki na Rynku w Krakowie, 1797

Najwyższy Naczelnik Siły Zbrojnej Narodowej – tytuł Wodza Naczelnego i dyktatora insurekcji kościuszkowskiej, nadany 24 marca 1794 w Krakowie Tadeuszowi Kościuszce. 

## Kompetencje
Sprawował on najwyższą władzę wojskową nad wojskiem powstańczym. Przysługiwało mu prawo nominowania na wszystkie stopnie wojskowe. Sprawował także najwyższą władzę wykonawczą, swoje decyzje miał konsultować z utworzoną dopiero 10 maja Radą Najwyższą Narodową. Radzie przysługiwało też prawo do wyznaczania następcy Naczelnika w razie jego śmierci lub dostania się do niewoli. 12 października nowym Naczelnikiem został wybrany Tomasz Wawrzecki.

## Najwyżsi Naczelnicy Siły Zbrojnej Narodowej
- Tadeusz Kościuszko (od 24 marca do 10/12 października 1794)[1]
- Tomasz Wawrzecki (od 12 października do 16 listopada 1794)